# Christoff Van Heerden
Christoff Van Heerden (Benoni, 13 januari 1985) is een Zuid-Afrikaans wielrenner. 

## Belangrijkste overwinningen
2008
- 1e etappe Ronde van Hongkong Shanghai
- 3e etappe deel B Ronde van Hongkong
- 5e etappe Ronde van Hongkong
- Eindklassement Ronde van Hongkong

2009
- Afrikaans kampioen ploegentijdrit, Elite

2010
- Zuid-Afrikaans kampioen op de weg, Elite

Byukusenge · Chaabane · Evans · George · McLeod · Munanganda · Nameembo · Niyonshuti · Potgieter · Teutenberg · Thomson · C. Van Heerden · J. Van Heerden
Evans · Girdlestone · Janse van Rensburg · McLeod · Namanyana · Niyonshuti · Potgieter · C. Van Heerden · J. Van Heerden · Venter
Brown · Girdlestone · Impey · Janse van Rensburg · Keey · Namanyana · Nel · Niyonshuti · Petrus · Potgieter · Tennent · Van Heerden · van Niekerk · Wesemann